# Ana Matnadze
Ana Matnadze, gruz. ანა მათნაძე (ur. 20 lutego 1983 w Telawi) – gruzińska szachistka, reprezentantka Hiszpanii od 2012, arcymistrzyni od 2002, posiadaczka męskiego tytułu mistrza międzynarodowego od 2006 roku.

## Kariera szachowa
Szachowe sukcesy zaczęła odnosić w dzieciństwie. W 1992 r. zwyciężyła w mistrzostwach Gruzji juniorek do 10 lat. Tytuły mistrzyni kraju juniorek zdobyła jeszcze w latach 1993 (do 10 lat), 1994 (do 12 lat) oraz 1998 (do 20 lat). Wielokrotnie reprezentowała swój kraj na mistrzostwach świata i Europy juniorów, zdobywając 9 medali (w tym 7 złotych):
- 1993 – Bratysława, MŚ do 10 lat – złoty,
- 1994 – Băile Herculane, ME do 12 lat – złoty,
- 1995 – Verdun, ME do 12 lat – złoty,
- 1997 – Cannes, MŚ do 14 lat – złoty, Tallinn, ME do 14 lat – złoty,
- 1998 – Mureck, ME do 16 lat – złoty,
- 1999 – Litochoron, ME do 16 lat – złoty, Patras, ME do 20 lat – srebrny,
- 2000 – Avilés, ME do 20 lat – brązowy.

W 2004 r. uczestniczyła w rozegranym w Eliście pucharowym turnieju o mistrzostwo świata. W I rundzie przegrała z Olgą Aleksandrową i odpadła z dalszej rywalizacji. 
Do innych indywidualnych sukcesów Any Matnadze należą m.in.:
- I m. w Bledzie (1997),
- I m. w Kobuleti (1998),
- I m. w Groningen (1998),
- III m. w Tbilisi (1998, indywidualne mistrzostwa Gruzji),
- III m. w Tbilisi (2000, indywidualne mistrzostwa Gruzji),
- dz I m. w Batumi (2000, wspólnie z Lilit Mkrtczian i Mają Lomineiszwili),
- II m. w Tbilisi (2002, indywidualne mistrzostwa Gruzji),
- I m. w Tbilisi (2002, półfinał indywidualnych mistrzostw Gruzji mężczyzn),
- I m. w Antalyi (2002, mistrzostwa Europy w szachach błyskawicznych),
- I m. w Tarragonie (2004),
- III m. w Tbilisi (2005, indywidualne mistrzostwa Gruzji),
- I m. w Pontevedrze (2007/08),
- II m. w Los Llanos de Aridane (2008, za Dżurabekiem Chamrakułowem),
- zdobycie brązowego medalu indywidualnych mistrzostw Hiszpanii (Linares, 2013).

Wielokrotnie reprezentowała Hiszpanię w turniejach drużynowych, m.in.:
- dwukrotnie na olimpiadach szachowych (w latach 2012, 2014); medalistka: indywidualnie – srebrna (2014 – na III szachownicy)[3],
- na drużynowych mistrzostwach Europy (w roku 2013); medalistka: indywidualnie – srebrna (2013 – na III szachownicy)[4].

Najwyższy ranking w dotychczasowej karierze osiągnęła 1 stycznia 2012 r., z wynikiem 2447 punktów zajmowała wówczas 38. miejsce na światowej liście FIDE, jednocześnie zajmując 5. miejsce wśród gruzińskich szachistek.